# Phyllarthron
Phyllarthron ist eine Pflanzengattung innerhalb der Familie der Trompetenbaumgewächse (Bignoniaceae). Die meisten der etwa 19 Arten kommen nur auf Madagaskar vor, eine Art, Phyllarthron comorense, ist ein Endemit auf den Komoren.

## Beschreibung

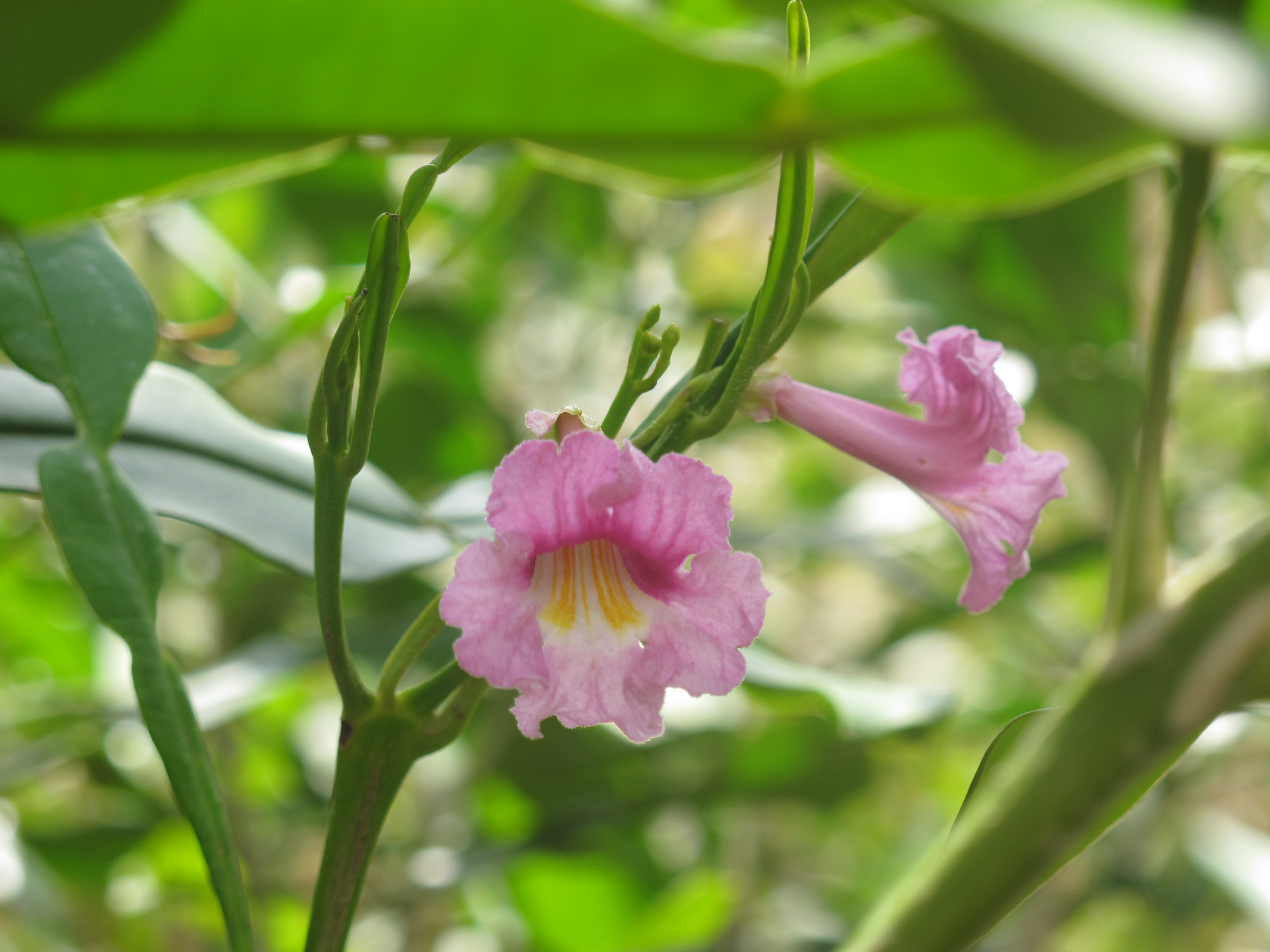
Zygomorphe Blüten

### Vegetative Merkmale
Phyllarthron-Arten sind verholzende Pflanzen und wachsen als Bäume oder Sträucher.
Die gegenständig oder in Wirteln angeordneten Blätter sind zu Phyllodien umgewandelt. Pseudonebenblätter, wie sie häufig bei anderen Gattungen der Familie Bignoniaceae vorkommen, fehlen. Als Besonderheit innerhalb der Coleeae und sogar der Familie der Bignoniaceae sind bei Phyllarthron-Arten gegliederte Phyllodien ausgebildet (daher der botanische Gattungsname). Die haltbaren Phyllodien bestehen aus einer aneinandergereihten Folge von deutlich voneinander getrennten Segmenten, diese entsprechen dem Blattstiel und den Abschnitten der Rhachis, der anderen, fiederblättrigen, Gattungen der Coleeae.

### Generative Merkmale
Die seiten- oder endständigen Blütenstände sind Thyrsen.
Die zwittrigen Blüten sind zygomorph und fünfzählig mit doppelter Blütenhülle. Die fünf Kelchblätter sind glockenförmig verwachsen. Die weißen bis rosafarbenen Blütenkronen sind nicht gebogen, röhrenförmig bis glockenförmig und häutig. Die vier fertilen Staubblätter stehen nicht über die Krone hinaus, die Staubbeutel bestehen aus zwei auseinanderstehenden Theken. Ein von einem becherförmigen Blütenboden umgibt den Fruchtknoten teilweise. Der oberständige, zweikammerige Fruchtknoten ist langgestreckt-linealisch bis langgestreckt-eiförmig und mit drüsigen Trichomen besetzt. Die Samenanlagen stehen mehrreihig in den Fruchtknotenkammern.
Die Früchte sind verschieden geformte Beeren mit glatter Oberfläche. Sie enthalten kugelförmige, unbehaarte und ungeflügelte Samen.
Die Chromosomenzahl beträgt 2n = 40.

## Systematik und Verbreitung

### Taxonomie
Die Gattung Phyllarthron wurde 1839 durch Augustin Pyramus de Candolle in Annales des Sciences Naturelles; Botanique, Séries 2, 11, Seite 296 aufgestellt. Synonyme für Phyllarthron DC. sind: Arthrophyllum Bojer ex DC., Zaa Baill., Paraphyllarthron J.-F.Leroy.

### Äußere Systematik
Die Gattung Phyllarthron gehört zur Tribus Coleeae innerhalb der Familie der Bignoniaceae.

### Arten und ihre Verbreitung
Die meisten Phyllarthron-Arten kommen nur auf Madagaskar vor, eine Art ist ein Endemit auf den Komoren.
Seit 2016 gibt es etwa 19 Arten in der Gattung Phyllarthron:
| - Phyllarthron antongiliense Capuron: Dieser Endemit kommt nur in der Provinzen Toamasina im östlichen Madagaskar vor. - Phyllarthron articulatum (Desf.) K.Schum.: Sie kommt hauptsächlich im östlichen Madagaskar vor. - Phyllarthron bernierianum Seem.: Sie kommt im südlichen Madagaskar vor. - Phyllarthron bilabiatum A.H.Gentry: Sie kommt nur an wenigen Fundorten in den Provinzen Antsiranana sowie Mahajanga im nördlichen Madagaskar vor. - Phyllarthron bojeranum DC. (Syn.: Phyllarthron madagascariense (Bojer) K.Schum.): Sie ist auf Madagaskar verbreitet. - Phyllarthron cauliflorum Capuron: Sie kommt nur in der Provinz Antsiranana im nordöstlichen Madagaskar vor. - Phyllarthron comorense DC.: Dieser Endemit kommt nur auf den Komoren vor. - Phyllarthron humblotianum H.Perrier: Sie kommt an wenigen Fundorten auf Madagaskar verteilt vor. - Phyllarthron ilicifolium (Pers.) H.Perrier: Sie kommt nur an wenigen Fundorten in der Provinz Toliara im südöstlichen Madagaskar vor. - Phyllarthron laxinervium H.Perrier: Von diesem Endemiten ist nur ein Fundort in der Provinz Antsiranana in Madagaskar bekannt. - Phyllarthron longipedunculatum Callm. & Phillipson: Sie wurde 2016 aus Madagaskar erstbeschrieben. Es sind nur wenige Fundorte in der Provinz Antsiranana im nördlichen Teil der Halbinsel Masoala und um die Vorberge des Kalobinono- sowie Tsaratanana-Massifs bekannt. - Phyllarthron megaphyllum Capuron: Von diesem Endemiten ist nur ein Fundort in der Provinz Antsiranana in Madagaskar bekannt. - Phyllarthron megapterum H.Perrier: Es sind nur wenige Fundorte in den Provinzen Mahajanga sowie Toamasina Madagaskar. bekannt. - Phyllarthron multiflorum H.Perrier: Sie kommt im östlichen Madagaskar vor. - Phyllarthron nocturnum Zjhra: Sie wurde 2006 aus Madagaskar erstbeschrieben. Von diesem Endemiten ist nur in Fundort in der Provinz Antsiranana bekannt. - Phyllarthron sahamalazensis Zjhra: Sie wurde 2006 aus Madagaskar erstbeschrieben. Von diesem Endemiten ist nur ein Fundort in der Provinz Antsiranana bekannt. - Phyllarthron suarezense H.Perrier: Sie kommt an wenigen Fundorten auf Madagaskar verteilt vor. - Phyllarthron subumbellatum H.Perrier: Sie kommt an einigen Fundorten auf Madagaskar verteilt vor. - Phyllarthron vokoaninensis Zjhra: Sie wurde 2006 aus Madagaskar erstbeschrieben. Von diesem Endemiten ist nur ein Fundort in der Provinz Antsiranana bekannt. |

## Nachweise